# Gyrodactyloides petruschewskii
Gyrodactyloides petruschewskii är en plattmaskart. Gyrodactyloides petruschewskii ingår i släktet Gyrodactyloides och familjen Gyrodactylidae. Inga underarter finns listade i Catalogue of Life.